# Лубипростон
Лубипростон — лекарственный препарат для лечения запоров. Одобрен для применения: США (2006).

## Механизм действия
Активирует ClC-2.

## Показания
- Хронические идиопатические запоры у взрослых
- Запоры, вызванные приемом опиоидов
- Синдром раздражённого кишечника с запорами у женщин старше 18[2]

## Противопоказания
- обструкция кишечника